# Skanderup (plaats)
Skanderup is een plaats in de Deense regio Zuid-Denemarken, gemeente Kolding, en telt 351 inwoners (2007).